# Herman Georges Berger
Herman Georges Berger vagy Henri-Georges Berger (Bassens, 1875. augusztus 1. – Nizza, 1924. január 13.) olimpiai bajnok francia vívó.

## Sportpályafutása
Tőr és párbajtőr fegyvernemekben egyaránt versenyzett, de nemzetközi szintű eredményt párbajtőrvívásban ért el.